# Angelika Hellemann

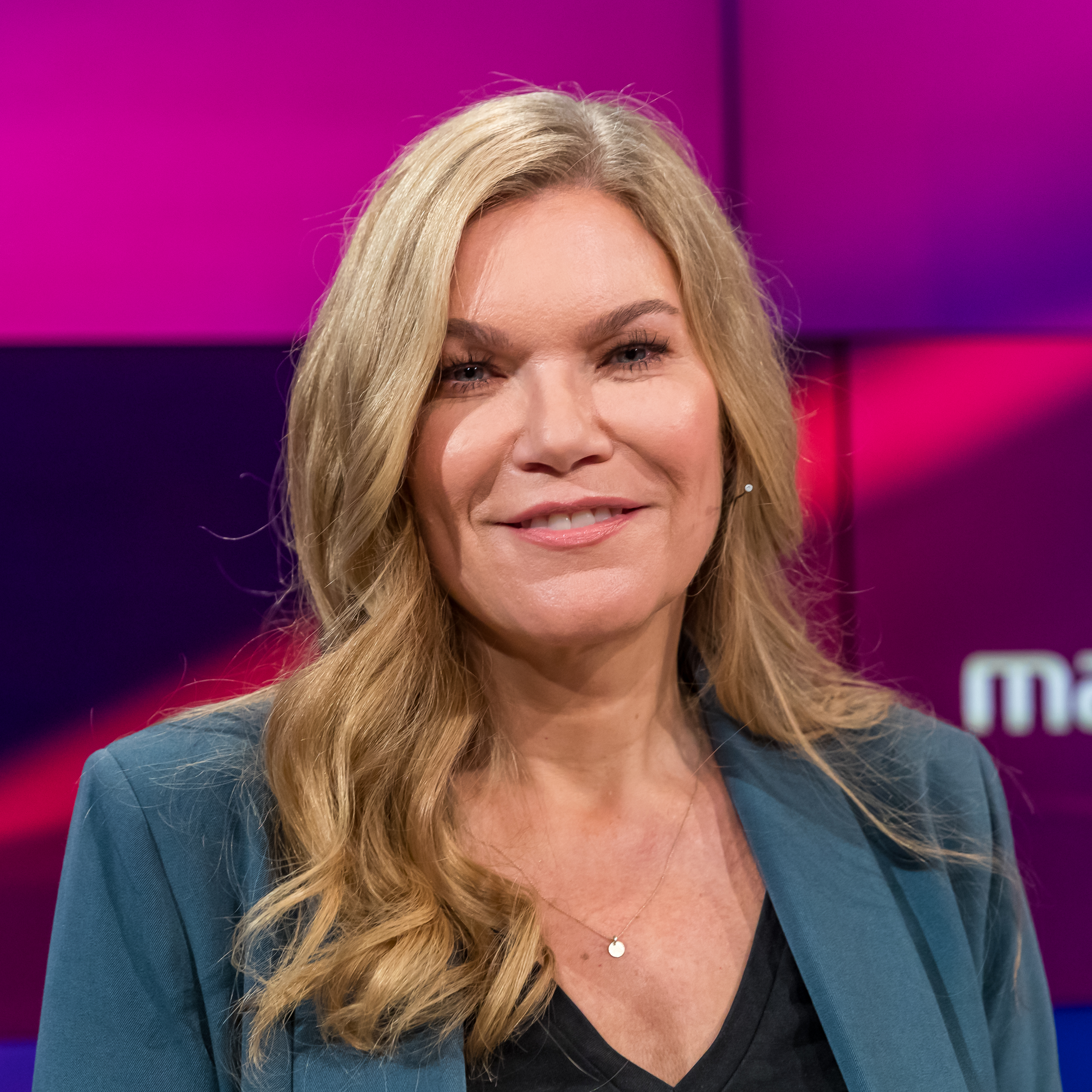
Angelika Hellemann, 2025

Angelika Hellemann (* 1976 oder 1977) ist eine deutsche Journalistin.
Hellemann arbeitete anfangs bei der Lippischen Landes-Zeitung. 2002 begann sie an der Axel-Springer-Journalistenschule zu lernen und arbeitet seitdem für Bild am Sonntag. 2007 wurde sie Korrespondentin im Parlamentsbüro in Berlin. Sie war vor allem für die Berichterstattung über die Sozialdemokratische Partei Deutschlands und das Bündnis 90/Die Grünen zuständig. Seit 2014 ist sie stellvertretende Politikchefin bei der BILD am Sonntag.